# Pseudicius yunnanensis
Pseudicius yunnanensis är en spindelart som först beskrevs av Schenkel 1963.  Pseudicius yunnanensis ingår i släktet Pseudicius och familjen hoppspindlar. Inga underarter finns listade i Catalogue of Life.